# Берёзовое (Чмыровская сельская община)
Берёзовое (укр. Березове) — село в Чмыровской сельской общине Старобельского района Луганской области Украины. До административной реформы 17 июля 2020 года входила в Караяшницкий сельский совет.
Население по переписи 2001 года составляло 20 человек. Почтовый индекс — 92731. Телефонный код — 6461. Занимает площадь 0,361 км². Код КОАТУУ — 4425181503.